# Descenso Internacional del Cares
El Descenso Internacional del Cares es una prueba de piragüismo de referencia a nivel nacional e internacional, que años atrás se encontraba en decadencia. Sin embargo, la labor de la marca organizadora consiguió recuperar esta prueba y volverla a convertir en uno de los referentes más importantes dentro del mundo del piragüismo.
La gran importancia que ha tenido siempre esta prueba, siendo uno de los descensos más importantes dentro de la Semana Internacional de Piragüismo en Asturias, impulsa la asistencia tanto de piragüistas como de público.
El Cares se ha convertido, en sólo un año de buena organización, en el segundo evento más importante de piragüismo de toda Asturias. Renacido con la intención de potenciar más la semana de piragüismo en Asturias y que sea un digno cierre a esta semana Internacional, que abre con el Descenso Internacional del Sella.
- Datos: Q5803872